# Milan Ohnisko
Milan Ohnisko (Brno, 16 luglio 1965) è un poeta e editore ceco.
Dopo aver terminato le scuole secondarie prima di laurearsi ha intrapreso varie professioni manuali. Ha anche avuto la sua propria casa editrice e un negozio di libri. Attualmente lavora come editore indipendente.
La poesia di Ohnisko è un misto di tecnica "dell'arte naïf" che usa giochi di parole con battute finali altamente razionali, e senso neo-decadente della tragedia e donchisciottismo di un estraneo che combatte la corrente principale. Spesso usa e combina arte naïf, ironia, senso dell'humor e assurdità.

## Opere
- Obejmi démona! (2001)
- Vepřo knedlo zlo aneb Uršulinovi dnové (2003)
- Milancolia (2005)
- Býkárna (+ Ivan Wernisch e Michal Šanda) (2006)
- Love! (2007)